# Oberhafenkanal

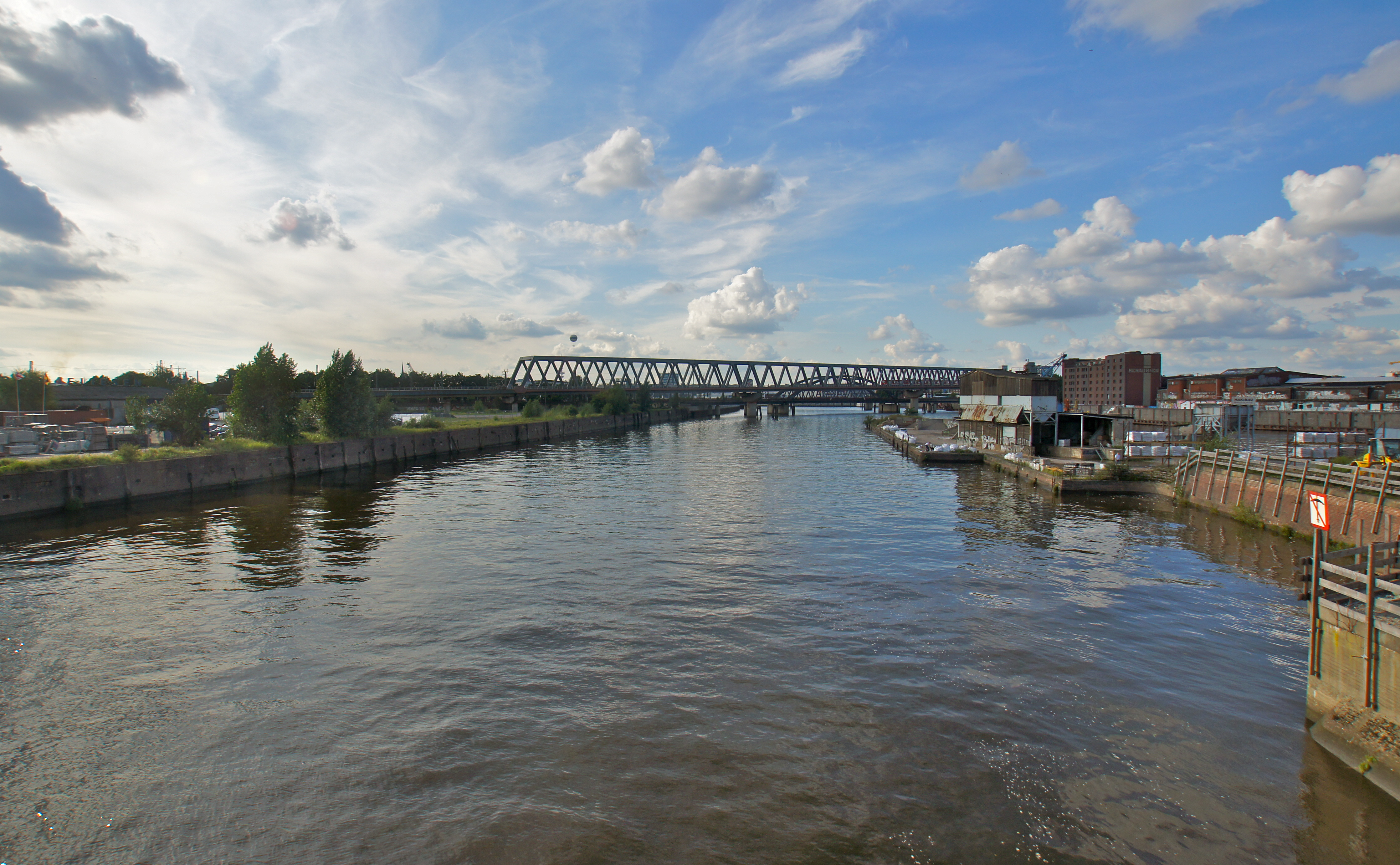
Oberhafenkanal, Blick von der Billhorner Brücke

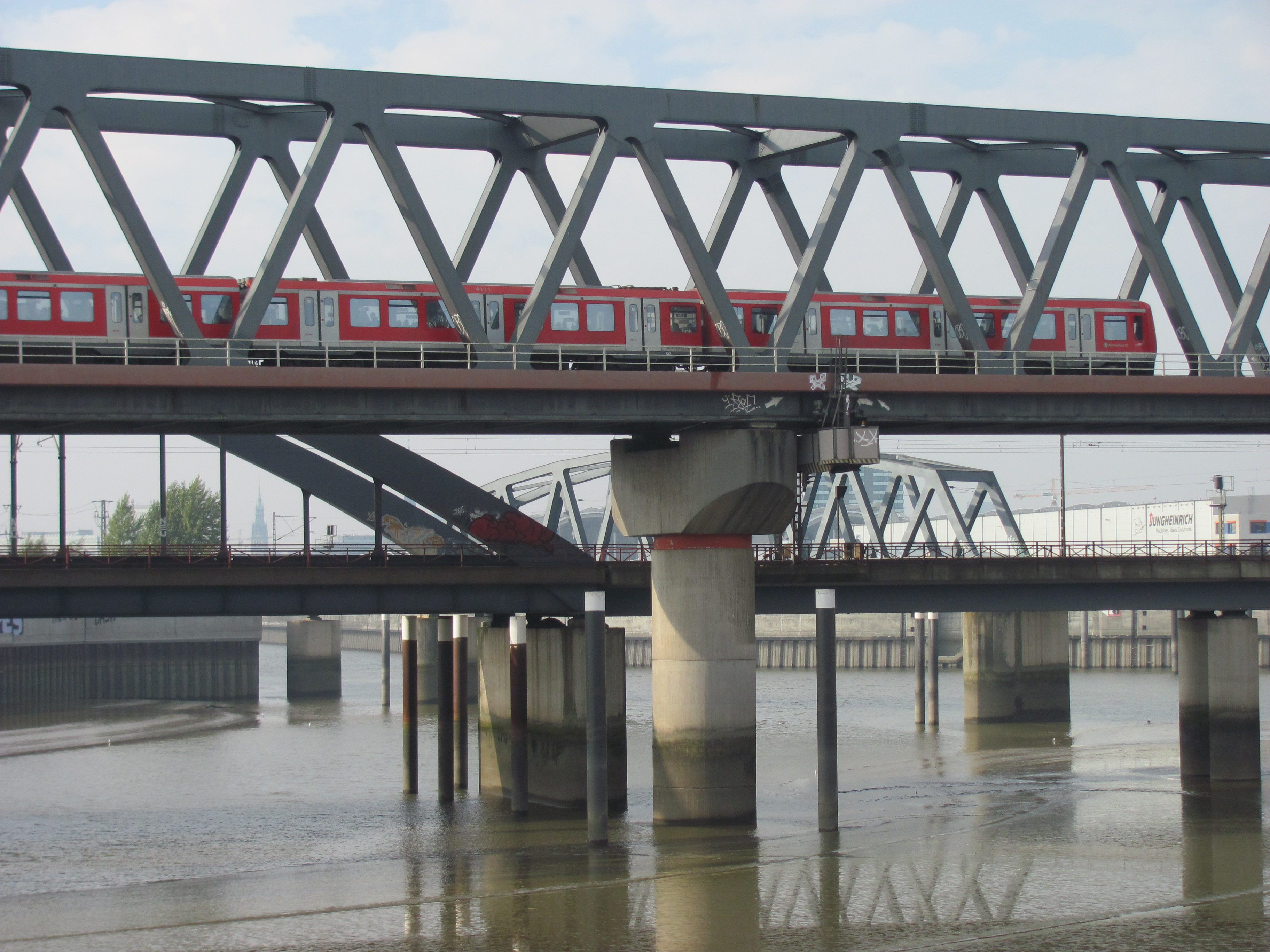
Eisenbahnbrücken über den Oberhafenkanal und den Billhafen

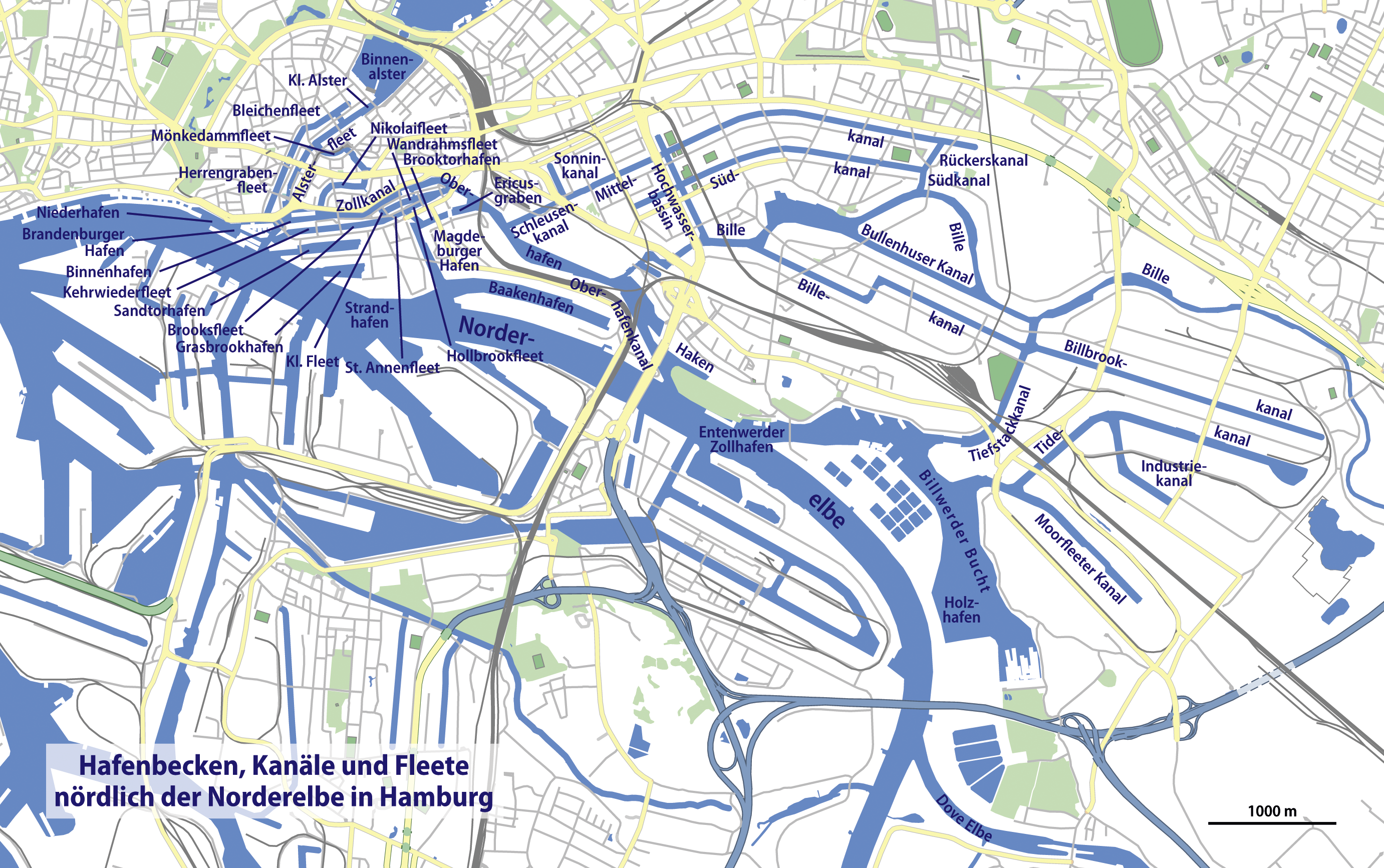
Karte der Kanäle und Fleete in Hamburg nördlich der Elbe, Beschriftung des Oberhafenkanals nach der Definition der Stadtkarte

Der Oberhafenkanal ist ein Kanal zwischen den Hamburger Stadtteilen Rothenburgsort und HafenCity, der die Norderelbe mit dem Oberhafen verbindet.
Der Kanal zweigt von der Norderelbe bei Kilometer 618,7 in nordwestlicher Richtung ab (Lage). Auf der rechten Seite schließt sich sofort danach die Einfahrt in das ehemalige Hafenbecken Haken an. Beide zusammen begrenzen den Elbpark Entenwerder nach Westen. Anschließend unterquert der Oberhafenkanal die Billhorner Brücke im Verlauf der Bundesstraßen 4 und 75. Danach weitet sich die Wasserfläche auf der rechten Seite zum Billhafen auf. Hier queren drei Brücken: zuerst die der Harburger S-Bahn, danach zwei der südlichen Güterumgehungsbahn, die hier an die Bahnstrecke Wanne-Eickel–Hamburg sowohl Richtung Hamburg Hauptbahnhof als auch Richtung Süden anschließt.
Laut ATKIS-Basis-DLM endet an der S-Bahn-Brücke der Oberhafenkanal nach 600 Metern und geht in den Oberhafen über (Lage). Die amtliche Karte der Stadt Hamburg lässt den Kanal hingegen etwa 600 Meter weiter verlaufen, bevor er am Großmarkt Hamburg endet (Lage), sodass er nach dieser Definition doppelt so lang ist und bis in den Stadtteil Hammerbrook reicht. In diesen erweiterten Teil mit Billhafen mündet an der Brandshofer Schleuse die Bille.
Der Oberhafenkanal gehört zum Hafennutzungsgebiet des Hamburger Hafens. Er ist Teil des Tidehafens und fällt während des Niedrigwassers an seinen Rändern großflächig trocken.

## Nachweise
1. ↑  Geoportal Hamburg, abgerufen am 6. April 2019
2. ↑  Hafenentwicklungsgesetz vom 25. Januar 1982, Anlage 2: Grenzbeschreibung, abgerufen am 6. April 2019

- Karte mit allen Koordinaten:
- OSM |
- WikiMap